# D-Von Dudley
Devon Edger Hughes (New Rochelle, 1º agosto 1972) è un ex wrestler statunitense.
Ha combattuto sia per la Extreme Championship Wrestling che per la World Wrestling Federation/Entertainment con il ring-name D-Von Dudley e per la Total Nonstop Action Wrestling, dove combatteva come Brother Devon o Devon.
Ha fatto parte dei Dudley Boyz, un tag team a cui appartiene anche (Bubba Ray/Brother Ray). I due, secondo le storyline, sono fratelli. I due wrestler hanno composto uno dei tag team di maggiore successo nella storia del wrestling. In WWE, i Dudleyz detengono il record del maggior numero di regni come campioni di coppia per un totale di nove volte, avendo detenuto il WWF/World Tag Team Championship otto volte e il WWE Tag Team Championship una volta. Nel 2018 sono stati inseriti nella WWE Hall of Fame. Il Team 3D è occasionalmente anche una stable: ciò accade quando al duo si affianca l'altro fratello (Spike Dudley/Brother Runt).

## Carriera
Inizia ad allenarsi nel 1991 sotto la guida di Johnny Rodz, combattendo, in alcune federazioni indipendenti del nord est, con il ring-name di A-Train. Qui nasce una peculiare rivalità con il wrestler Latin Lover, prima di passare alla ECW.

### Extreme Championship Wrestling (1996–1999)
Il 13 aprile 1996, Hughes debutta per la Extreme Championship Wrestling con una gimmick simile a quella di Jules Winnfield, personaggio interpretato da Samuel Jackson nel film Pulp Fiction del 1994. Qui nacque una rivalità con i fratelli della Storyline, Bubba Ray Dudley e Spike Dudley, che impersonavano dei Face, mentre lui rappresentava un Heel. Nel corso dell'evento di Ultimate Jeopardy, sconfigge Bubba Ray, ma gli restituisce il favore con una sconfitta all'evento di November to Remember. Si allea poi con Bubba Ray, Big Dick Dudley, Sign Guy Dudley e Joel Gertner, formando i Dudley Boyz. Insieme a Bubba Ray, domina la Tag Team Division arrivando a vincere per otto volte gli ECW World Tag Team Championship, record assoluto.

### World Wrestling Federation/Entertainment (1999–2005)

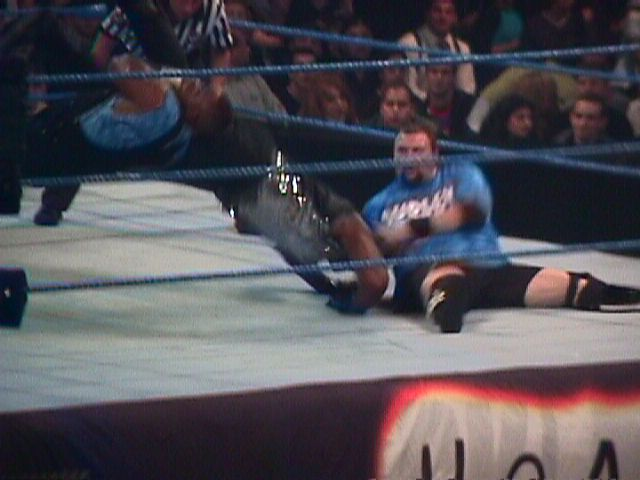
I Dudley Boys a Smackdown nel 1999

Verso la metà del 1999, Bubba Ray e D-Von lasciano la ECW, firmando un contratto con la World Wrestling Federation, dove entrano in conflitto con gli Hardy Boyz, Edge e Christian, per i WWF Tag Team Championship. Famoso è il loro Triple Treath Ladder Match di WrestleMania 2000, ma lo è anche il loro Tables, Ladders and Chairs match di SummerSlam combattuto nello stesso anno e quello di WrestleMania X-Seven. Nonostante il loro debutto, senza pietà da Heel, scaraventarono persino Mae Young su un tavolo, i due divennero Face nel 2000 e nel 2001 conquistando sia il WWF Tag Team Championship che il WCW World Tag Team Championship, unificati nel corso del periodo della InVasion,

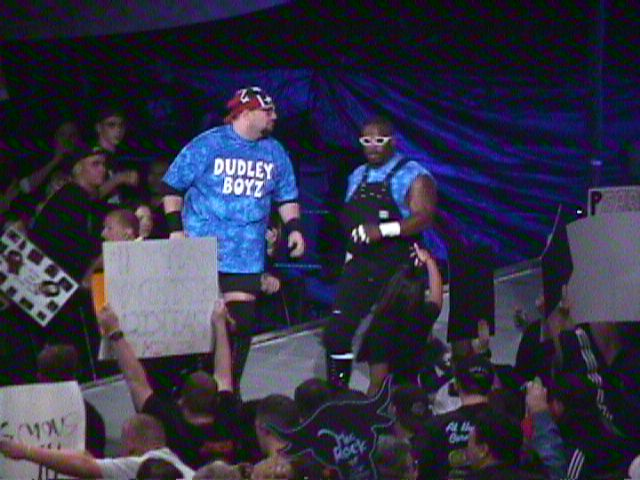
I Dudley Boys a Smackdown

Dopo l'evento di WrestleMania X8, la WWE crea la Brand Extension, con i programmi televisivi di Raw e SmackDown. Mentre Bubba Ray rimane a Raw, D-Von passa a SmackDown, diventando Reverend D-Von, un Heel con Deacon Batista come alleato. Alleanza che dura per breve tempo, anche se D-Von riesce persino a battere Triple H il 9 maggio 2001 a SmackDown. Tornato al roster di Raw, si riunisce a Spike Dudley e Bubba Ray, dominando la divisione Tag Teams per 16 mesi, lottando contro La Resistance, i 3-Minute Warning e gli Un-Americans conquistando varie volte il World Tag Team Championship. Rimangono al Raw fino al 22 marzo 2004, quando, insieme a Booker T, vengono scambiati per Triple H e ceduti a SmackDown.
Il 27 maggio 2004, i Dudley attaccano Paul Bearer, manager di The Undertaker. Iniziano quindi una rivalità con il becchino, culminante all'evento della The Great American Bash, dove lo stesso becchino li sconfigge in un 2 on 1 Handicap Match. Successivamente, sconfiggono, Paul London e Billy Kidman conquistando anche i WWE Tag Team Championship. Contemporaneamente, anche Spike Dudley vince il WWE Cruiserweight Championship. Persi i titoli, i due vengono momentaneamente spediti alla Ohio Valley Wrestling, federazione satellite della WWE, prima di ritornare nel giugno 2005, insieme a vari ex wrestlers della ECW al ECW One Night Stand, una riunione per i wrestlers della vecchia federazione Hardcore. All'evento One Night Stand il 12 giugno 2005, i Dudley sconfiggono Tommy Dreamer e The Sandman nel main event. ll 5 luglio 2005, la WWE annuncia il mancato rinnovo dei contratti dei due Dudley, che lasciano così la federazione.

### Total Nonstop Action Wrestling (2005–2012)

#### Team 3D (2005–2010)

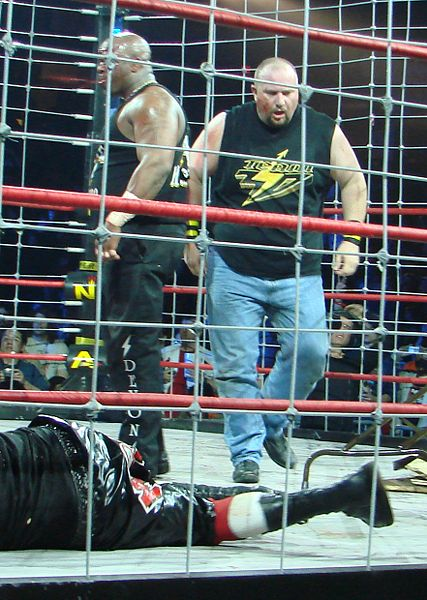
Devon e Ray a Lockdown 2007.

Non potendo utilizzare il ring name di D-Von Dudley, Hughes adotta il ring name di Brother Devon debuttando in coppia con Brother Ray nella Total Nonstop Action Wrestling formando i Deadly Brothers. Nel frattempo, combattono anche in vari circuiti indipendenti e in varie riunioni ECW organizzate da Shane Douglas. Debuttano in TNA l'8 ottobre 2005 a Impact da Face, iniziando subito una rivalità con il campione Jeff Jarrett e con il Team Canada e gli America's Most Wanted, detentori degli NWA World Tag Team Championship. Il 13 aprile 2006, debutta anche Spike Dudley in TNA, come Brother Runt.
Devon e Ray combattono anche in Giappone, per poi ritornare e recitare una rivalità con i Latin American Xchange. Nel corso dell'evento, Final Resolution, battono i LAX per squalifica. Durante l'evento, Against All Odds, perdono contro i LAX un "Little Italy Street Fight" Match e a Destination X un "Ghetto Brawl" Match. A Lockdown, sconfiggono i LAX in un 2 on 2 Steel Cage Match, conquistando gli NWA World Tag Team Championship. Manterranno i titoli per un po' di tempo, salvo perderli solo contro Samoa Joe a Victory Road.
All'evento Final Resolution, fanno coppia con Johnny Devine, in un Ultimate X Match contro Alex Shelley, Chris Sabin e Consequences Creed. Qui, vincono prendendo l'X Division Championship con una scala mentre l'arbitro non stava guardando. A Against All Odds, avviene il rematch in un Hardcore Street Fight Match, dove Shelley e Sabin vengono messi fuori gioco, ma il solo Jay Lethal, vince il match salvando così la X Division. Intraprendono poi una rivalità con Christopher Daniels e Shark Boy che vincono un Elimination Match a Destination X. Il Team 3D viene poi sconfitto da Daniels e Shark Boy.
Il 28 novembre, ritornano ad Impact, turnando Face e unendosi alla The Front Line. Attaccano poi Samoa Joe, Rhino e AJ Styles. A Lockdown, vincono i TNA World Tag Team Championship contro Robert Roode e James Storm in un match nel quale erano in palio anche gli IWGP Tag Team Championships detenuti dal Team 3D. A Slammiversary, perdono però i titoli contro Roode e Storm e i titoli IWGP li perdono invece contro Brutus Magnus e Doug Williams a Impact. Il 18 ottobre 2009, a Bound for Glory, vincono un Full Metal Mayhem Tag Team Match battendo i British Invasion, i Beer Money Inc., Scott Steiner e Booker T conquistando sia i titoli TNA che quelli IWGP. Nelle settimane successive, il Team 3D effettua un Turn Heel alleandosi con Rhino e facendo entrare Jesse Neal nel Team. A Final Resolution, il Team 3D, Jesse Neal e Rhino vengono sconfitti in un 8-Man Elimination Tag Team Match da Matt Morgan, Suicide, D'Angelo Dinero e Hernandez. Il 4 gennaio 2010, a Tokyo, perdono i titoli contro Tetsuya Naitō e Yujiro in un Triple Treath Match Hardcore che includeva anche Karl Anderson e Giant Bernard.
Durante l'assedio alla TNA di Hulk Hogan e Eric Bischoff, il Team 3D turna Face, lottando contro i Nasty Boys, prende le difese della TNA. All'evento degli Against All Odds, i Nasty Boys sconfiggono il Team 3D, a causa dell'interferenza di Jimmy Hart. Tuttavia, all'Impact event, vinceranno il rematch grazie all'aiuto di Jesse Neal. Il 15 marzo 2010, il Team 3D e Neal dovevano lottare contro i Nasty Boys e Jimmy Hart, ma Neal viene messo fuori gioco nel backstage. Al suo posto, subentra Brother Runt, ma vengono comunque sconfitti. Tuttavia, dopo il match interviene Neal che salva in team 3D effettuando una mossa su un tavolo contro Jerry Sags. A maggio, Ray attacca Neal effettuando un Turn Heel mentre Devon rimane Face. A Victory Road, Neal, Ray e Devon si affrontano in un Triple Treath Match vinto da Ray. La sera successiva, attacca Abyss e Brother Ray, insieme a Mick Foley, Tommy Dreamer, Steven Richards, Rhino, Pat Kenney e Al Snow. Dixie Carter, la presidente della TNA, offre ai wrestlers un PPV di riunione, l'evento, Hardcore Justice. Il 29 luglio 2010, anche Ray decide di unirsi agli ex wrestlers ECW, sospendendo la rivalità con il fratello. All'evento Hard Justice, combattono di nuovo insieme, battendo Axl Rotten e Balls Mahoney in un South Philadelphia Street Fight Match. Dopo il PPV, la EV 2.0, la stable degli ex ECW, viene attaccata dalla Fortune di Ric Flair, formata da Robert Roode, James Storm, Doug Williams, AJ Styles e Matt Morgan. Dopo questo episodio, il Team 3D decide, dopo un po' di tempo, di rinnovare con la TNA, ritornando a Bound for Glory, annunciando il loro ritiro, non prima però di aver sostenuto un ultimo match titolato contro i Motor City Machine Guns. Vengono sconfitti, ma dopo decidono di rinnovare. All'evento Turning Point, provano di nuovo l'assalto ai titoli, ma vengono ancora battuti.

#### Competizione singola e Television Champion (2010–2012)

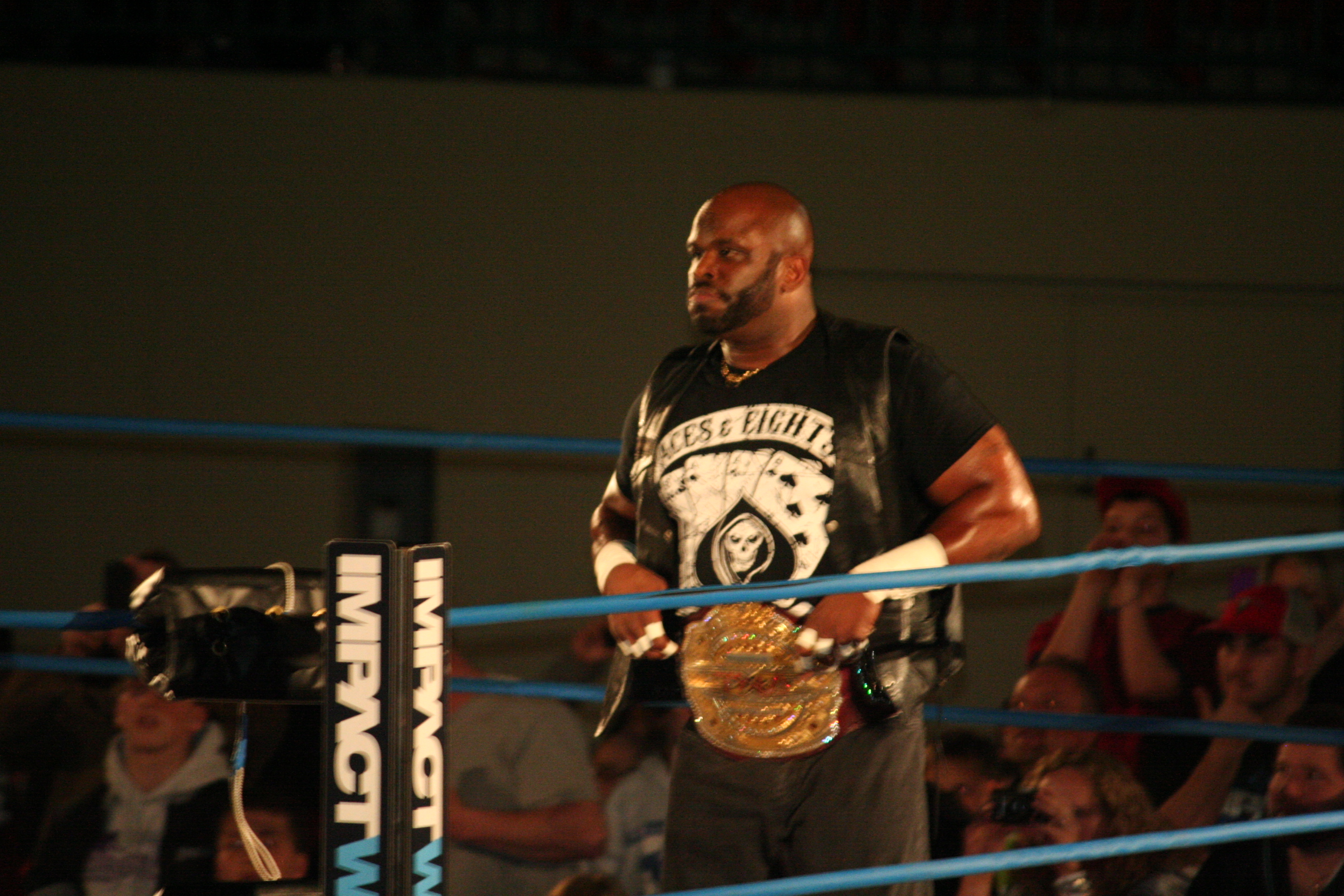
Devon come Television Champion.

Durante la cerimonia di ritiro del Team 3D, Ray attacca Devon effettuando un Turn Heel, iniziando una rivalità fra i due. La settimana dopo, Ray spiega che Devon si era troppo indebolito, quando ormai era già stato schienato da Chris Sabin all'evento del Turning Point, soprannominandolo il Marty Jannetty del Tag Team, mentre lui si definiva lo Shawn Michaels del duo. Il 9 gennaio 2011, a Genesis, i due si affrontano, con Devon che colpisce con una sedia Ray, venendo squalificato. A Against All Odds, Devon sfida Ray in uno Street Fight Match, nel quale interferisce il figlio di Devon, a sua volta colpito con un Low Blow da Ray e schienato. Il 13 marzo 2011, a Victory Road, Devon interferisce insieme ai suoi figli nel match fra Ray e Tommy Dreamer, aiutando quest'ultimo a vincere. La sera dopo, la faida termina quando Ray si unisce agli Immortals venendo coinvolto in una rivalità contro la Fortune, abbandonando le diatribe con il fratello.
Nel giugno 2011, Devon inizia una rivalità con i Mexican America e trova un alleato in D'Angelo Dinero, nonostante avesse in precedenza rifiutato il suo aiuto. Devon e Dinero entrano così entrambi nella Bound for Glory Series per determinare il primo sfidante alla TNA World Heavyweight Championship. Devon non riesce a vincere il torneo, ma comunque riesce a battere avversari del calibro di AJ Styles e Samoa Joe. All'evento, Hard Justice, Dinero e Devon si affrontano nel match delle Bound for Glory, vinto da Dinero. Successivamente, i due formano un Team ufficiale sconfiggendo i British Invasion e diventando primi sfidanti ai TNA World Tag Team Championship. All'evento, No Surrender, vengono però sconfitti dai Mexican America, Anarquia e Hernandez. Il 1º dicembre 2011, ritornano primi sfidanti alle corone battendo Jesse Neal, Shannon Moore e i Mexican America. All'evento, Final Resolution, perdono però il match titolato contro Crimson e Matt Morgan. La sera dopo, Dinero e i figli Terrence e Terrel di Devon, effettuano un Turn su di lui e a Genesis, i suoi figli gli costano il match contro Dinero.
Il 18 marzo 2012, a Victory Road, Devon risponde alla sfida lanciata da Robbie E per il suo TNA Television Championship, con Devon vincendo match e titolo. Questo è il primo titolo singolo importante per Devon. All'evento di Lockdown, mantiene il titolo contro Robbie in uno Steel Cage Match. Il GM Hulk Hogan annuncia poi che il Television Title dovrà essere difeso ogni settimana. Così, Devon batte Gunner diverse volte, prima di iniziare una rivalità con Robbie E e Robbie T, difendendo il titolo contro entrambi e anche in un Triple Treath Match il 13 maggio 2012 a Sacrifice. Il suo match per il titolo contro Garrett Bischoff finisce in un No Contest a causa dei Robbies. A Slammiversary, Devon e Bischoff battono i Robbies. Dopo aver difeso il titolo anche contro Hernandez, cessano le difese settimanali di Devon che prova anche a conquistare il TNA World Tag Team Championship ma perdono contro Christopher Daniels e Frankie Kazarian. Devon, dopo aver difeso il titolo anche contro Kazarian ed aver battuto il record di Eric Young di 180 giorni, il 26 settembre la TNA lo priva del titolo, e, dopo 192 giorni da campione, a causa del mancato rinnovo del contratto.

#### Aces & Eights e rilascio (2012)
Il 14 ottobre, a Bound for Glory, effettua un Turn Heel attaccando Bully Ray e Sting, facendo perdere così il 6-man Tag Team Match contro i membri della Aces & Eights, entrando così a far parte del roster della TNA. Devon si unisce così al gruppo e all'Impact, la sera dopo, lotta contro Sting, in un match perso per squalifica quando la stable attacca l'ex campione del mondo. Il 1º novembre 2012, Devon combatte contro Bully Ray, ma il match si chiude nel backstage con una rissa. A Turning Point, affronta Kurt Angle, perdendo per sottomissione. Sconfiggendo Samoa Joe il 6 dicembre 2012, conquista per la seconda volta il TNA Television Championship. Difende il titolo contro Angle e a Genesis, sconfigge Abyss in un match senza titolo in palio. Il 7 febbraio 2013 ad Impact, perde nel Tag Team Tables Match insieme a DOC contro Ray e Sting. Il 10 marzo 2013, a Lockdown, gli Aces & Eights, composti da Devon, DOC, Garett Bischoff, Mike Knox e Mr. Anderson vengono battuti dal Team TNA composto da Sting, Eric Young, James Storm, Magnus e Samoa Joe nel corso di un Lethal Lockdown Match. Il 18 aprile 2013, Devon avrebbe dovuto difendere il titolo contro Magnus, tuttavia, quest'ultimo viene attaccato da DOC e Mike Knox prima del match, che quindi non può iniziare. Il suo posto viene preso da Samoa Joe, ma Devon mantiene la corona grazie all'aiuto dei compagni. Il 2 giugno 2013, a Slammiversary XI, Devon avrebbe dovuto difendere il titolo televisivo contro Joseph Park, ma anche quest'ultimo viene fatto vittima di un attacco degli Aces & Eights. Il suo posto, viene preso dal fratello Abyss, che sconfigge Devon e pone fine al suo regno di 178 giorni da campione. Il 22 agosto 2013 Devon lascia la TNA dopo aver perso un match tra gli Aces & Eights e la Main Event Mafia.

### Circuito indipendente (2013–2014)
Il 9 novembre 2013 partecipa a House of Hardcore III, pay-per-view della federazione di Tommy Dreamer, vincendo un tag team match con Matt Hardy contro Outlaw Inc. (Homicide & Eddie Kingston). All'evento HOH IV batte in coppia con Tommy Dreamer il duo formato da Rhino e Abyss. Il 7 giugno 2014 a HOH V batte con CW Anderson gli Outlaw Inc in un tag team falls count anywhere tables match.
Il 13 luglio 2014 Devon lotta in un evento della 2CW in coppia con Bully Ray. I Dudley Boyz affronta Kevin Steen e Jason Axe in un No Holds Barred tag team match per i titoli di coppia 2CW. L'arbitro speciale del match è il fratello dei Dudleyz ovvero Spike Dudley.
Il 26 luglio 2014 Devon appare nell'iPPV ROW Summer of Champions 2014, iPPV della federazione di Booker T.

### Ritorno in TNA (2014)
Devon torna alla Slammiversary XII in cui è stata annunciata la sua partecipazione nella TNA Hall of Fame insieme al fratello Bully Ray. Inoltre, la stessa sera è stato ufficializzato il suo ritorno in TNA a tempo pieno. Combatte il suo ultimo match in TNA a Bound for Glory dove il Team 3D batte Tommy Dreamer e Abyss.

### Ritorno in WWE (2015–2016)
Torna il 24 agosto 2015 alla Raw, insieme al suo storico compagno di coppia Bubba Ray Dudley, riforma i Dudley Boyz, per sfidare i campioni di coppia, i New Day. Nella successiva puntata del SmackDown combattono il loro primo match ufficiale, battendo gli Ascension. Alla Night of Champions del 20 settembre 2015 i Dudley Boyz tentano l'assalto al WWE Tag Team Championship del New Day, sconfiggendoli tuttavia per squalifica (e senza dunque il passaggio dei titoli). A Hell in a Cell del 25 ottobre 2015 affrontano nuovamente i New Day, ma questa volta sono i campioni a trionfare.
Nel mese di novembre 2015 iniziano una faida con la Wyatt Family: nei primi due incontri (23 e 26 novembre 2015) sono i Dudleyz a vincere ma per squalifica, venendo poi duramente picchiati. I Dudleyz allora si alleano con Tommy Dreamer e, il 30 novembre 2015 vincono ancora per squalifica. Il 3 dicembre 2015 alla SmackDown, D-Von ha affrontato Bray Wyatt venendo sconfitto. Al gruppo si aggiunge anche il rientrante Rhyno, riformando il Team ECW, ma in due incontri, alla TLC e alla Raw (in un Extreme Rules match), vengono nuovamente sconfitti dalla Wyatt Family.
Nella puntata di Raw dell'8 febbraio 2016, dopo aver vinto insieme agli Usos un 8-man Tag Team Tables Match contro i New Day e Mark Henry hanno attaccato i gemelli Usos rifilando una 3D su Jay e una Powerbomb su Jimmy sui tavoli, effettuando di fatto un turn heel. Sempre a Raw, il 15 febbraio 2016, hanno attaccato senza motivo Roman Reigns prima di venire respinti da Dean Ambrose. Nella puntata di SmackDown del 18 febbraio 2016 hanno affrontato Reigns e Ambrose ma questi due hanno vinto l'incontro per squalifica a causa dell'intervento di Brock Lesnar. Successivamente iniziano una faida proprio con gli Usos: nella puntata di SmackDown del 25 febbraio 2016 D-Von sconfigge Jimmy Uso. Il 3 aprile 2016 all'evento di WrestleMania 32 i Dudleyz vengono sconfitti dagli Usos. I Dudleyz, tuttavia, ottengono la loro rivincita contro gli Usos in un Tables match nella puntata Raw del 4 aprile 2016. Nella puntata di Raw dell'11 aprile 2016 viene organizzato un torneo per decretare gli sfidanti WWE Tag Team Championship detenuti dal New Day, mentre i Dudleyz affrontano ai quarti di finale i Lucha Dragons, riuscendo a sconfiggerli. Nella semifinale, invece, svoltasi il 18 aprile 2016 a Raw, i Dudley Boyz vengono sconfitti da Enzo Amore e Colin Cassady, ed eliminati. Nella puntata di Raw del 16 maggio 2016 D-Von viene sconfitto da Colin Cassady. Nella puntata di SmackDown del 1º giugno i Dudley Boyz hanno sconfitto i Golden Truth (Goldust e R-Truth). Il 19 giugno nel Kickoff di Money in the Bank i Dudleyz sono stati sconfitti dai Lucha Dragons. Nella puntata di Raw dell'11 luglio D-Von e Bubba Ray hanno partecipato ad una Battle Royal per determinare il contendente nº1 all'Intercontinental Championship, detenuto da The Miz, ma sono stati entrambi eliminati.
Con la Draft Lottery avvenuta nella puntata di SmackDown del 19 luglio, i Dudley Boyz sono stati trasferiti nel roster di Raw. I Dudleyz sono tornati nella puntata di Raw dell'8 agosto dove sono stati sconfitti da Neville e Sin Cara. Nella puntata di Raw del 15 agosto i Dudleyz sono stati sconfitti da Kofi Kingston e Xavier Woods del New Day. Il 21 agosto a SummerSlam i Dudleyz sono stati sconfitti da Neville e Sami Zayn nel Kick-off.
La sera successiva, a Raw, i Dudleyz hanno annunciato il loro abbandono dalla WWE, dopo aver attaccato gli Shining Stars ed essere stati brutalmente attaccati in seguito da Luke Gallows e Karl Anderson.

### Circuito indipendente (2016)
Il 28 agosto 2016 è stato annunciato che i Dudleyz, noti ora come Team 3D, sono entrati a far parte della Insane Championship Wrestling.
Dopo aver combattuto alla House of Glory il 17 dicembre 2016, D-Von ha annunciato il suo ritiro dal mondo del wrestling, sancendo di fatto la fine della stable.

### Ritorno in WWE (2017–2023)

#### Producer (2017–2023)
Nel 2017 D-Von è ritornato in WWE nelle vesti di producer. La sua prima apparizione in tali vesti è avvenuta nella puntata di Raw del 30 ottobre, dov'era tra coloro che hanno soccorso il General Manager di SmackDown Daniel Bryan dopo che questi era stato attaccato da Kane.
Nella puntata speciale di Raw del 22 gennaio 2018 in occasione dei venticinque anni di vita dello show, i Dudley Boyz hanno fatto il loro ritorno a sorpresa per una notte; Bubba Ray e D-Von sono intervenuti al termine del match (terminato in no contest) tra Heath Slater e Rhyno e il Titus Worldwide (Apollo e Titus O'Neil) dove hanno colpito Slater con una 3D. Il 29 gennaio è stata annunciata da ESPN la futura introduzione dei Dudley Boyz nella WWE Hall of Fame. Il 6 aprile i Dudley Boyz sono stati ufficialmente introdotti nella WWE Hall of Fame dai loro storici avversari Edge e Christian.
Nella puntata speciale Raw Reunion del 22 luglio 2019 D-Von ha fatto un'apparizione in singolo supportando i Raw Tag Team Champions, i Revival, nel loro match contro gli Usos.

## Personaggio

### Mosse finali
- Saving Grace (Lifting reverse DDT)
- Piledriver – ECW
- Testify (Rope hung neckbreaker) – WWE
- Snap scoop powerslam – WWE/TNA
- Thrust spinebuster

## Titoli e riconoscimenti
- All Japan Pro Wrestling

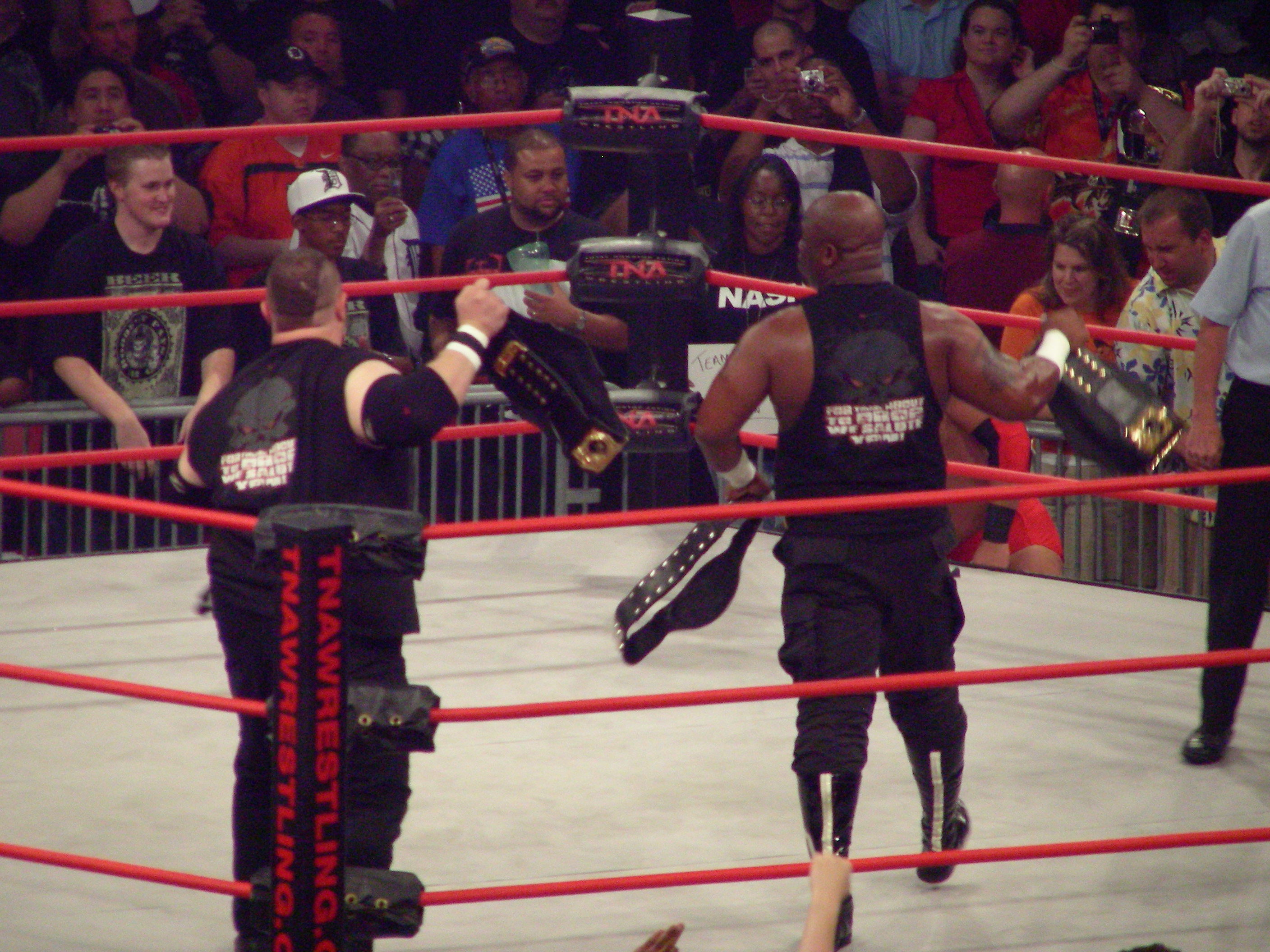
Il Team 3D come TNA e IWGP Tag Team Champions

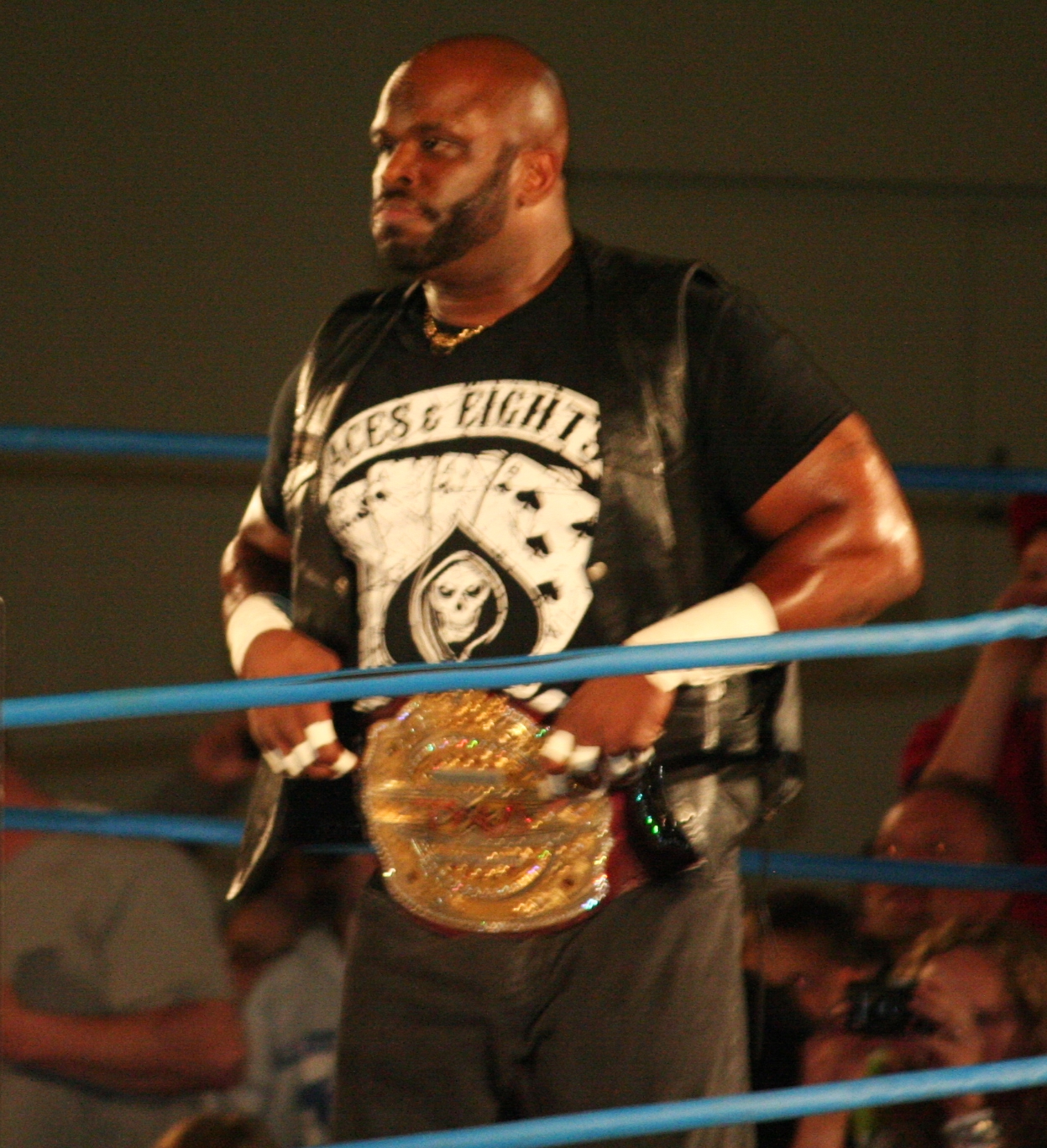
Devon con il TNA Television Championship, titolo che ha detenuto due volte

  - World's Strongest Tag Team League (2005) – con Brother Ray
- The Baltimore Sun
  - Tag Team of the Year (2007) – con Brother Ray
- Cauliflower Alley Club
  - Other Honoree (1997) – con Buh Buh Ray Dudley
- Extreme Championship Wrestling
  - ECW World Tag Team Championship (8) – con Buh Buh Ray Dudley
- Hustle
  - Hustle Super Tag Team Championship (1) – con Brother Ray
- New Japan Pro-Wrestling
  - IWGP Tag Team Championship (2) – con Brother Ray
- Northeast Wrestling
  - NEW United States Heavyweight Championship (1)
- Northern States Wrestling Alliance
  - NSWA United States Heavyweight Championship (1)
- Pro Wrestling Illustrated
  - Match of the Year (2000) con Bubba Ray Dudley vs. Edge e Christian e The Hardy Boyz in un Triangle Ladder match a WrestleMania 2000
  - Match of the Year (2001) con Bubba Ray Dudley vs. Edge e Christian e The Hardy Boyz in un Tables, Ladders, and Chairs match a WrestleMania X-7
  - Tag Team of the Year (2001, 2009) – con Bubba Ray Dudley
  - 25º tra i 500 migliori wrestler singoli nella PWI 500 (2012)
- Pure Action Championship Wrestling
  - PACW Heavyweight Championship (1)
- Squared Circle Wrestling
  - 2CW Tag Team Championship (1) – con Bully Ray
- Total Nonstop Action Wrestling
  - NWA World Tag Team Championship (1) – con Brother Ray
  - TNA Television Championship (2)
  - TNA World Tag Team Championship (2) – con Brother Ray
  - TNA Tag Team Tournament (2014) – con Brother Ray
  - TNA Tag Team of the Year (2005) – con Brother Ray
  - TNA Hall of Fame (Classe del 2014)
- World Wrestling Organization
  - WWO International Championship (1)
- World Wrestling Federation/Entertainment
  - WCW Tag Team Championship (1) – con Bubba Ray Dudley
  - WWE Tag Team Championship (1) – con Bubba Ray Dudley
  - WWF Tag Team Championship[2] (8) – con Bubba Ray Dudley
  - WWE Hall of Fame (Classe del 2018) – come membro dei Dudley Boyz
- Wrestling Observer Newsletter
  - Worst Gimmick (2013) Aces & Eights
  - Worst Worked Match of the Year (2006) TNA Reverse Battle Royal a TNA Impact!